# Sao (måne)
Sao, tidligere kendt som S/2002 N 2 og Neptun XI, er en af planeten Neptuns måner: Den blev opdaget den 14. august 2002 af et hold astronomer under ledelse af Matthew J. Holman, og fik den midlertidige betegnelse S/2002 N 2 &mdasj; Den Internationale Astronomiske Union navngavn den Sao den 29. januar 2007. Neptuns måner navngives traditionelt efter skikkelser i den græske mytologi der har med havet eller vand at gøre, og Sao er en af nereiderne.
Sao, der er ca. 44 km i diameter, kredser om Neptun i en afstand på ca. 22,4 millioner km og banen har en stejl vinkel i forhold til Neptuns ækvator. Med en massefylde på omkring 1500 kilogram pr. kubikmeter formoder man at månen hovedsagelig består af vand-is med lidt klippemateriale i. Overfladen er forholdsvis mørk, og tilbagekaster blot 16 % af det lys der falder på den.